# Tiếng Thổ Dục Hồn
Tiếng Thổ Dục Hồn (tiếng Trung: 吐谷渾), còn được gọi là 'Azha trong chữ Tạng, là một ngôn ngữ đã tuyệt chủng từng được sử dụng bởi người Thổ Dục Hồn ở miền bắc Trung Quốc khoảng năm 500 CN. Sự tồn tại của người Thổ Dục Hồn và ngôn ngữ của họ được chứng thực lần đầu tiên trong Tống thư, được biên soạn vào khoảng năm 488 CN .

## Phân loại
Alexander Vovin (2015) xác định tiếng Thổ Dục Hồn đã tuyệt chủng là một ngôn ngữ Liên Mông Cổ, có nghĩa là tiếng Thổ Dục Hồn có liên quan đến các ngôn ngữ Mông Cổ là một nhóm chị em nhưng không phải hậu duệ trực tiếp từ ngôn ngữ Mông Cổ nguyên thủy. Tiếng Khiết Đan cũng là một ngôn ngữ Cận-Mongolic. Tiếng Thổ Dục Hồn trước đây từng được Paul Pelliot (1921) xác định là một ngôn ngữ Mông Cổ.